# Fleet Antiterrorism Security Team
Die Fleet Antiterrorism Security Teams (FAST) oder FAST Companies sind 1987 aufgestellte spezialisierte Einheiten des US Marine Corps (USMC), welche dem Commandant of the Marine Corps und dem Chief of Naval Operations unterstehen und hauptsächlich zum Schutz von Einrichtungen der US Navy im In- und Ausland eingesetzt werden. Sie umfassen ca. 500 Marineinfanteristen.

## Aufgaben
Die FAST Companies werden fallweise als Verstärkung angefordert, wenn die Sicherheitskräfte des US Marine Corps vor Ort kräftemäßig nicht ausreichen, um angemessen auf eine akute Bedrohungslage reagieren zu können; sie haben keinen permanenten Schutzauftrag.

## Einsätze
Nach den Bombenanschlägen in Saudi-Arabien 1996 wurden FAST-Teams zum Schutz der örtlichen US-Einrichtungen in die Region entsandt, um befristete Bewachungsaufgaben zu übernehmen. Gleichzeitig erarbeitete deren Task Force für jede bedrohte US-Anlage ein eigenes Sicherheitskonzept im Sinne verbesserter Zutrittskontrollen. Fleet Antiterrorism Security Teams absolvierten außerdem Einsätze in Somalia, Liberia, Panama und dem Irak während des Zweiten Golfkriegs, der Operation Desert Shield/Storm.